# Rubén Montenegro
Rubén Mario Montenegro (Buenos Aires, 2 de enero de 1942) es un militar argentino en situación de retiro con el grado de brigadier general. Fue jefe del Estado Mayor General de la Fuerza Aérea (JEMGFA) desde el 23 de octubre de 1996 hasta el 13 de diciembre de 1999.

## Carrera
Rubén Montenegro ingresó a la Escuela de Aviación Militar en el año 1960, luego de finalizar sus estudios secundarios. Egresaría de dicha academia de formación militar en 1963 con el grado de alférez. Se especializó como aviador transportista.

### Destinos relevantes
Previamente a su llegada a la titularidad de la Aeronáutica, siendo comodoro, Montenegro estuvo al frente de la Jefatura del Cuerpo de Cadetes de la Escuela de Aviación Militar durante los años 1988 y 1989.
Posteriormente se desempeñaría en altos cargos de la Fuerza Aérea durante los años 1990, donde se mantuvo alejado de todos los enfrentamientos internos en la fuerza y ajeno a los escándalos durante las conducciones de los brigadieres generales José Antonio Juliá y Juan Daniel Paulik. Deesta manera en entonces Brigadier Mayor Rubén Mario Montenegro fue ganando muy buena reputación entre sus subordinados.

### Titular de la Fuerza Aérea Argentina
Previamente a llegar a este cargo, el brigadier Mayor Montenegro se desempeñaba como titular del cargo de Comandante de Operaciones Aéreas.
Sin embargo, tras el escandaloso pase a retiro del brigadier general Juan Paulik por la venta ilegal de armas a Ecuador y Croacia, se decidió nombrar a un brigadier alejado de todas estas situaciones irregulares, entonces la figura de Montenegro cobró fuerza y fue designado en dicho cargo, el cual asumió el 23 de octubre de 1996.
Al poco tiempo de asumir su cargo, el brigadier general Rubén Montenegro manifestó, al igual que su antecesor, que el presupuesto asignado a la Fuerza Aérea Argentina no era el óptimo, ya que la reducción del mismo por parte del gobierno «afecta el entrenamiento de los pilotos». Se convirtió así en otro jefe aeronáutico en declarar que los recortes presupuestarios dispuestos por el gobierno incidieron en la capacidad operativa de la aviación militar.
Con la llegada de Fernando De la Rúa a la presidencia el 10 de diciembre de 1999, se produjo una renovación de la cúpula militar. Montenegro pasó a situación de retiro y fue reemplazado el 13 de diciembre de 1999 por el entonces brigadier mayor Walter Barbero, quien fue promovido a su grado inmediato superior a finales de ese año.

## Luego del retiro
El brigadier general (R) Rubén Mario Montenegro reapareció públicamente luego de haber declarado al Diario Clarín que desde el año 1993 al año 2007 se fueron más de cuatroscientos pilotos aeronáuticos al sector privado, por falta de incentivo, por una mejor oferta laboral y mejores sueldos.

## Honores y distinciones
- Medalla al Mérito Aeronáutico en el grado Gran Oficial ( Uruguay, 1999).[8]